# Port lotniczy Doha

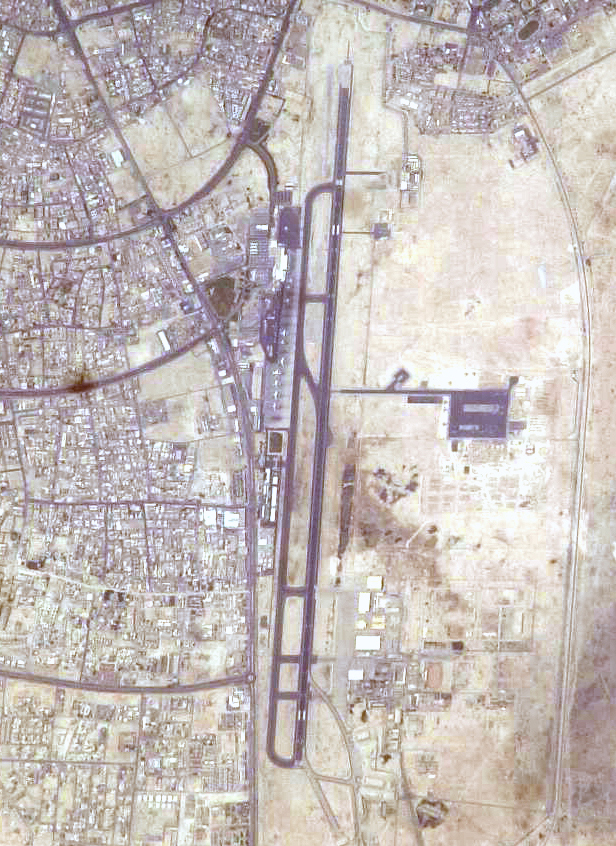
Zdjęcie satelitarne lotniska

Port lotniczy Doha (IATA: DIA, ICAO: OTBD) – nieczynne międzynarodowe lotnisko położone w stolicy Kataru, Doha. Do 2014 roku był jedynym portem lotniczym w tym kraju. W 2005 obsłużył 9 377 003 pasażerów. Ma trzy meczety, Wi-Fi, strefy wolnocłowe, kilka restauracji i 42 zatok parkingowych dla samolotów. Istnieje również 60 bramek check-in, 8 karuzeli bagażowych i ponad 1000 miejsc parkingowych.
Lotnisko miało niewystarczającą wielkość, choć było rozbudowywane wiele razy. Jego końcowa przepustowość wynosiła 12 mln pasażerów rocznie. Jego pas startowy (4 600 m) jest jedną z najdłuższych dróg startowych w cywilnym porcie lotniczym. Było główną bazą Qatar Airways. W 2010 roku był 27 najbardziej ruchliwym portem lotniczym w ruchu towarowym na świecie. Wieża kontrolna i budynki dodatkowe zostały zaprojektowane przez Curtis W. Fentress, członka FAIA, RIBA Fentress Architects.
Port lotniczy Doha w roku 2014 został zastąpiony przez nowy Port lotniczy Hamad. Pomimo zamknięcia portu lotniczego, jego teren oraz pas startowy są nadal wykorzystywane przez Katarskie Siły Powietrzne, Rizon Jet i Gulf Helicopters. Planowana jest likwidacja portu lotniczego Doha i zrealizowanie na jego terenie projektu Al Sahan City.
Lotnisko ma 3 gwiazdki w rankingu Skytrax.

## Terminale

### Departure and Transfer Terminal
Jest to główny terminal na DOH i obsługuje wszystkie klasy ekonomiczne lotów Qatar Airways, jak również wszystkich innych linii lotniczych korzystających z portu lotniczego. Terminal ten został rozbudowany kilka razy w celu poradzenia sobie z rosnącą liczbą pasażerów korzystających z portu lotniczego w każdym roku. Terminal ma 44 bramy, jak również przestronny salon i duży strefę bezcłową. Dostępne są 3 salony w tym terminalu w tym Oryx Lounge, który jest używany przez wszystkich pasażerów linii premium, Qatar Airways Gold Lounge, który jest używany przez Qatar Airways członków Privilege Gold Club i Qatar Airways Sliver lounge, używany przez Qatar Airways dla posiadaczy kart.

### Terminal A
Terminal A z Departure and Transfer Terminal jest strefą check-in wykorzystywaną wyłącznie przez największego użytkownika lotniska, Qatar Airways. To jest obecnie strefa check-in odlotów.

### Terminal B
Nowy 2000 m² Terminal B, opracowany na terenie byłego terminalu przylotów międzynarodowego lotniska Doha, jest poświęcony ponad 30 zagranicznych linii lotniczych realizujących usługi z Doha. Obejmują one Emirates, Fly Dubai, Kuwait Airways, Jet Airways, Pakistan International Airlines, Lufthansa, Oman Air, Turkish Airlines, SriLankan Airlines, British Airways, KLM / Air France, Royal Jordanian, Sudan Airways, Air Arabia, Middle East Airlines, Air-India Express, Saudi Arabian Airlines, Yemenia, Shaheen Air, Iran Aseman Airlines, Gulf Air, Nepal Airlines, Iran Air, Syrian Arab Airlines, Etihad Airways, EgyptAir, Bahrain Air i Biman Bangladesh Airlines. Najciekawsze z nowego terminalu to rozbudowany check-in z 35 licznikami, w tym odprawy online w salonie, dedykowanym centrum obsługi klienta z ponadgabarytowymi bagażami, kantor wymiany walut, bankomat, nowy nowoczesny system transportu bagażu i punktów gastronomicznych.

### Qatar Airways Premium Terminal
Qatar Airways Premium Terminal został otwarty w 2006 roku i obsługuje wszystkich pasażerów Qatar Airways klasy pierwszej i biznes. Dom terminalu zawiera wyposażenie pięciogwiazdkowe w tym salon klasy pierwszej, salon klasy biznes, małe centrum medyczne, sala gier, kilka sal konferencyjnych, centrum spa i strefę bezcłową. Terminal ma przestronną strefę chek-in i 6 bramek.

### Arrival Terminal
Port lotniczy Doha otworzył nowy terminal przylotów znajdujący się w zachodnim fartuchu w miejscu dawnego terminalu Asian Games tymczasowo w dniu 19 grudnia 2010 roku. Terminal ma zdolność obsługi 2770 pasażerów na godzinę. 32 000 metrów kwadratowych terminalu zastąpił halę obecnego terminalu lotniska Doha. Terminal ma 22 liczniki imigracji, osiem e-bram, osiem karuzeli bagażowych, 36 biur recepcyjnych hoteli, wypożyczalnię samochodów i innych, jak również 746 miejsc parkingowych.

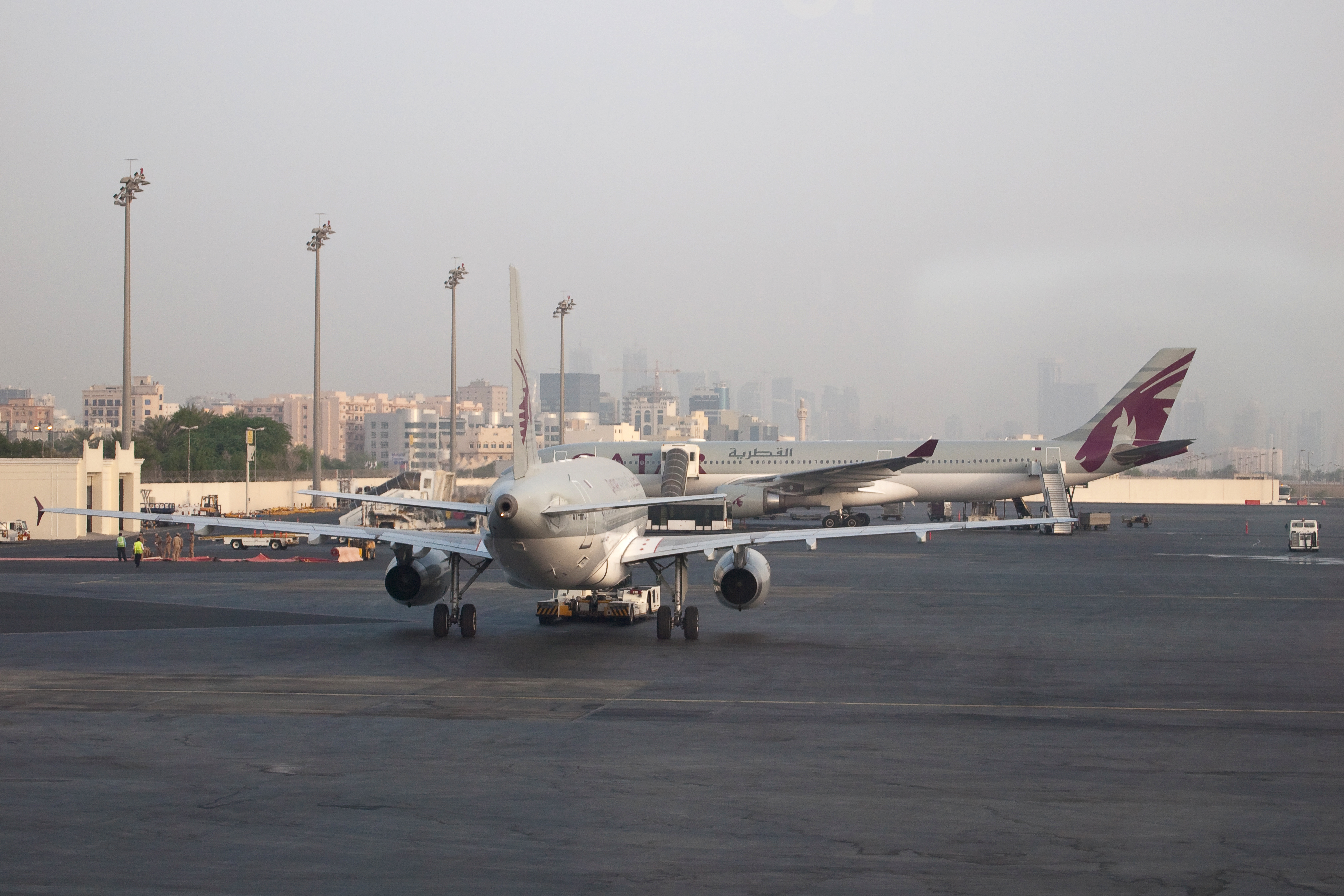
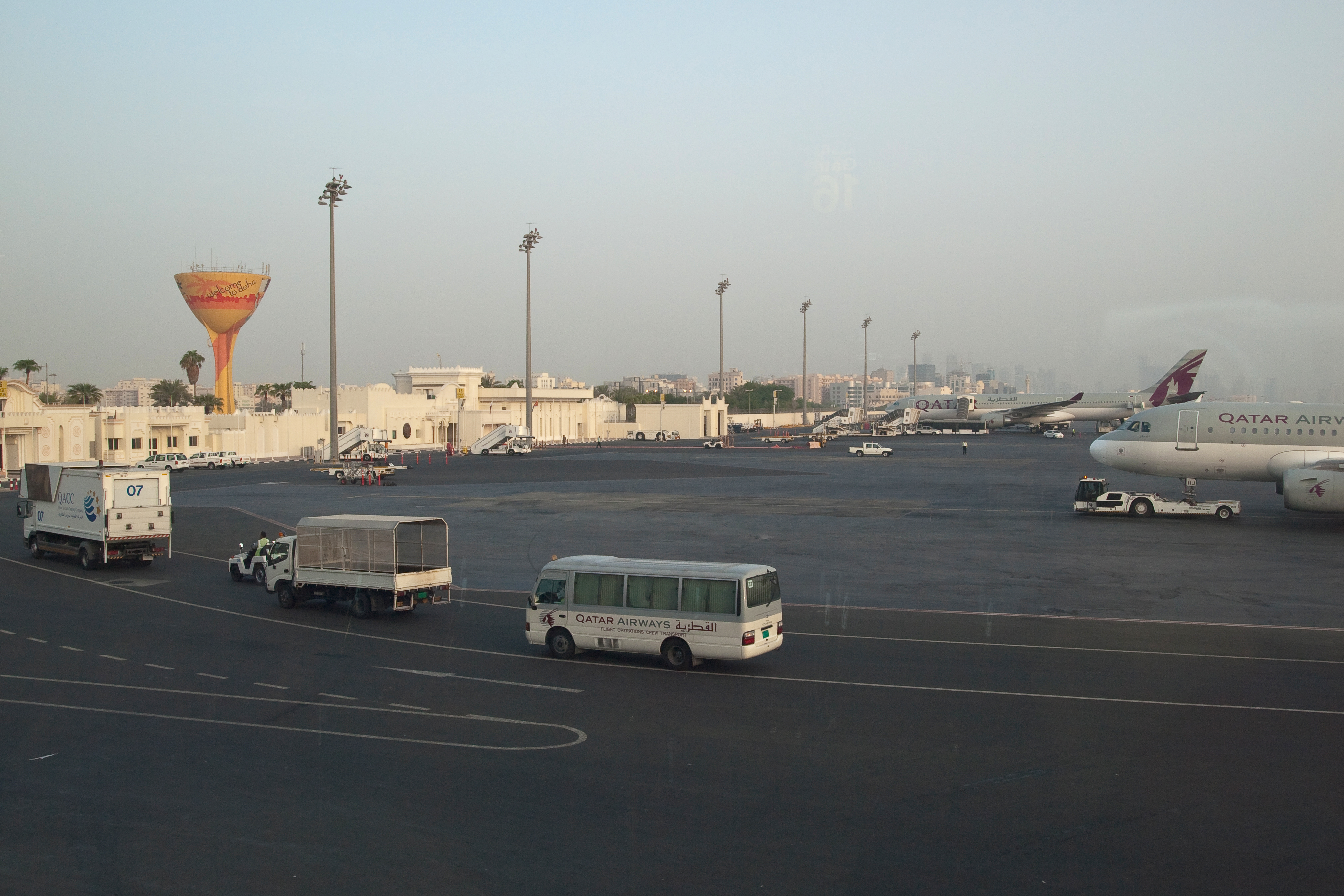

## Linie lotnicze i połączenia
- Air Arabia (Szardża).
- Air India Express (Bombaj, Mangalore, Kochi, Kozhikode, Thiruvananthapuram).
- Bahrain Air (Bahrajn).
- Biman Bangladesh Airlines (Ćottogram, Dakka, Dubaj, Sylhet).
- British Airways (Bahrajn, Londyn-Heathrow).
- EgyptAir (Kair).
- Emirates (Dubaj).
- Etihad Airways (Abu Zabi).
- Fly Dubai (Dubaj).
- Gulf Air (Bahrajn).
- Iran Air (Sziraz).
- Iran Aseman Airlines (Lamerd, Teheran-Imam Khomeini).
- Jet Airways (Delhi, Calicut, Bombaj).
- Jordan Aviation (Akaba).
- KLM (Ansterdam, Dammam).
- Kuwait Airways (Kuwejt).
- Lufthansa (Frankfurt).
- Middle East Airlines (Bejrut).
- Nas Air (Asmara).
- Nepal Airlines (Katmandu).
- Oman Air (Maskat).
- Pakistan International Airlines (Islamabad, Karaczi, Lahaur, Peszawar).
- Qatar Airways (Abu Zabi, Ahmedabad, Aleppo, Aleksandria-Borg El Arab, Algier, Amman-Queen Alia, Amritsar, Ankara, Ateny, Auckland[6], Baku, Bangalore, Bangkok-Suvarnabhumi, Barcelona, Belgrad, Pekin-Capital, Bejrut, Bengazi, Berlin-Tegel, Bruksela, Bukareszt-Henri Coandă, Budapeszt, Buenos Aires-Ezeiza, Kair, Kapsztad, Casablanca, Cebu, Madras, Chicago-O'Hare, Chongqing, Kolombo, Kopenhaga, Damaszek, Dammam, Dar es Salaam, Delhi, Denpasar/Bali, Dhaka, Dubaj, Entebbe, Frankfurt, Genewa, Goa, Kanton, Hanoi, Ho Chi Minh, Hongkong, Houston-Intercontinental, Hyderabad, Islamabad, Stambuł-Atatürk, Dżakarta-Soekarno-Hatta, Dżudda, Johannesburg, Karaczi, Katmandu, Chartum, Kochi, Kalkuta, Kozhikode, Kuala Lumpur, Kuwejt, Lagos, Lahaur, Londyn-Heathrow, Luksor, Medyna, Madryt, Mahé, Malé, Manama, Manchester, Manila, Maszhad, Melbourne, Mediolan-Malpensa, Mombasa, Montreal-Trudeau, Moskwa-Domodiedowo, Bombaj, Monachium, Maskat, Nairobi, Nowy Jork-JFK, Nicea, Osaka-Kansai, Oslo-Gardermoen, Paryż-Charles de Gaulle, Peszawar, Phuket, Rijad, Rzym-Fiumicino, Sana, São Paulo-Guarulhos, Seul-Incheon, Szanghaj-Pudong, Sziraz, Singapur, Sofia, Sztokholm-Arlanda, Stuttgart, Tbilisi, Teheran-Imam Khomeini, Thiruvananthapuram, Tokio-Narita, Tunis, Wenecja-Marco Polo, Wiedeń, Waszyngton-Dulles, Warszawa-Chopin, Zurych).
- RAK Airways (Rasz al Chaima).
- Royal Jordanian (Amman).
- Saudi Arabian Airlines (Dżudda, Rijad).
- Shaheen Air International (Karaczi, Lahaur, Peszawar).
- SriLankan Airlines (Kolombo).
- Sudan Airways (Chartum, Dubaj).
- Syrian Arab Airlines (Damaszek).
- Turkish Airlines (Stambuł-Atatürk).
- Yemenia (Aden, Sana).

### Cargo
- Martinair Cargo (Amsterdam, Bangkok-Suvanrabhumi, Madras, Dubaj-Al Maktoum, Hongkong, Szardża).
- Qatar Airways Cargo (Amman-Queen Alia, Amsterdam, Atlanta, Bahrajn, Kair, Kolombo, Madras, Chicago-O'Hare, Delhi, Dhaka, Dubaj-International, Frankfurt, Hahn, Hongkong, Houston-Intercontinental, Karaczi, Chartum, Kalkuta, Kuwjet, Lahaur, Luksemburg, Mediolan-Malpensa, Bombaj, Nairobi, Rijad, Sana, Sialkot, Thiruvanathapuram, Toronto-Pearson, Trypolis, Tunis).

Wszystkie połączenia zostały przeniesione na lotnisko Hamad w 2014 roku.